# Akgün Kaçmaz
Akgün Kaçmaz (19. února 1935 Ankara – 12. listopadu 2023, Fethiye) byl turecký fotbalista, obránce.

## Fotbalová kariéra
Hrál za Ankara Keçiörengücü, Fenerbahçe SK, Fatih Karagümrük SK, TSV Schwaben Augsburg a Bandırmaspor. S Fenerbahçe SK získal v letech 1959 a 1961 mistrovský titul. V Poháru mistrů evropských zemí nastoupil ve 3 utkáních. Za reprezentaci Turecka nastoupil v roce 1953 v přátelském utkání s Jugoslávií. Byl členem turecké reprezentace na Mistrovství světa ve fotbale 1954, ale v utkání nenastoupil.

## Ligová bilance
| Ročník                         | Zápasy | Góly | Klub                  |
| ------------------------------ | ------ | ---- | --------------------- |
| 1. turecká liga 1959           | 12     | 0    | Fenerbahçe SK         |
| 1. turecká liga 1959/1960      | 15     | 0    | Fenerbahçe SK         |
| 1. turecká liga 1960/1961      | 3      | 0    | Fenerbahçe SK         |
| 1. turecká liga 1961/1962      | 23     | 0    | Fatih Karagümrük SK   |
| Fußball-Oberliga Süd 1962/1963 | 23     | 0    | TSV Schwaben Augsburg |
| CELKEM 1. turecká liga         | 53     | 0    |                       |
| CELKEM Fußball-Oberliga Süd    | 23     | 0    |                       |